# 沙特尔 (奥布省)
沙特尔（法語：Châtres，法語發音：[ʃatʁ] ⓘ）是法国奥布省的一个市镇，属于塞纳河畔诺让区。

## 地理
沙特尔（48°30'8"N, 3°50'55"E）面积15.76 平方千米，位于法国大東部大區奥布省，该省份为法国中北部省份，北起马恩省，西接塞纳-马恩省，西南至约讷省，东南至科多尔省，东临上马恩省。
与沙特尔接壤的市镇（或旧市镇、城区）包括：迈济耶尔-拉格朗德帕鲁瓦斯、塞纳河畔梅里、梅格里尼、奥里尼勒塞克、奥尔维利耶圣于连、圣乌尔夫、克莱勒。

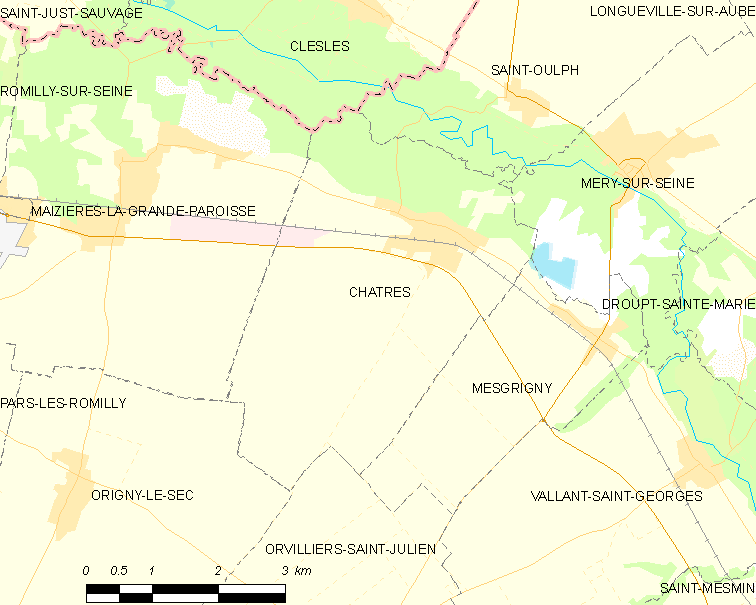
的OSM定位图

沙特尔的时区为UTC+01:00、UTC+02:00（夏令时）。

## 行政
沙特尔的邮政编码为10510，INSEE市镇编码为10089。

## 政治
沙特尔所属的省级选区为特鲁瓦附近克勒内县。

## 人口

1962-2008年间人口变化图示

沙特尔于2022年1月1日时的人口数量为705人。